# Шармеј
Шармеј (фр. Charmeil) насеље је и општина у централној Француској у региону Оверња, у департману Алије која припада префектури Виши.
По подацима из 2011. године у општини је живело 768 становника, а густина насељености је износила 103,78 становника/km². Општина се простире на површини од 7,4 km². Налази се на средњој надморској висини од 220 метара (максималној 311 m, а минималној 243 m).

## Демографија
| 1962. | 1968. | 1975. | 1982. | 1990. | 1999. | 2011. |
| ----- | ----- | ----- | ----- | ----- | ----- | ----- |
| 289   | 306   | 363   | 562   | 564   | 609   | 768   |

График промене броја становника у току последњих година